# سباحة فراشة

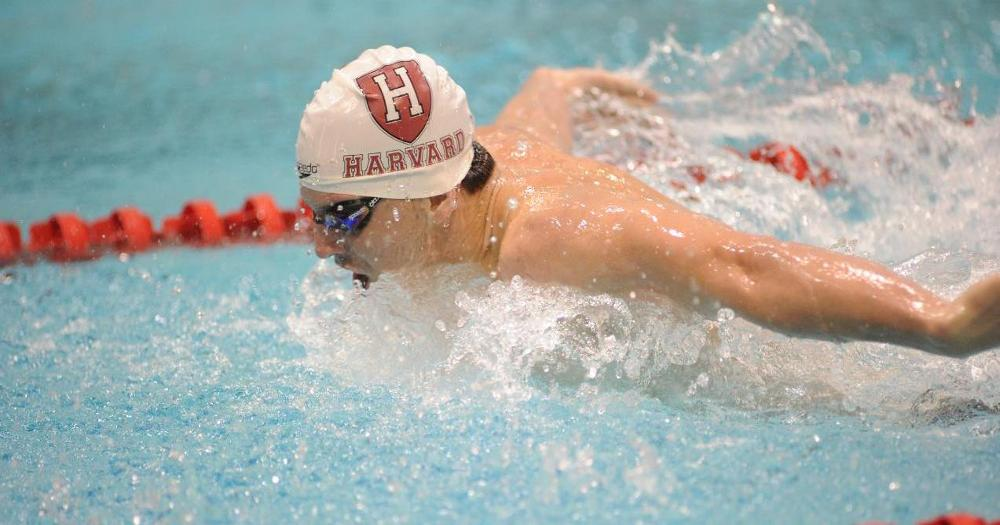
سباحة الفراشة

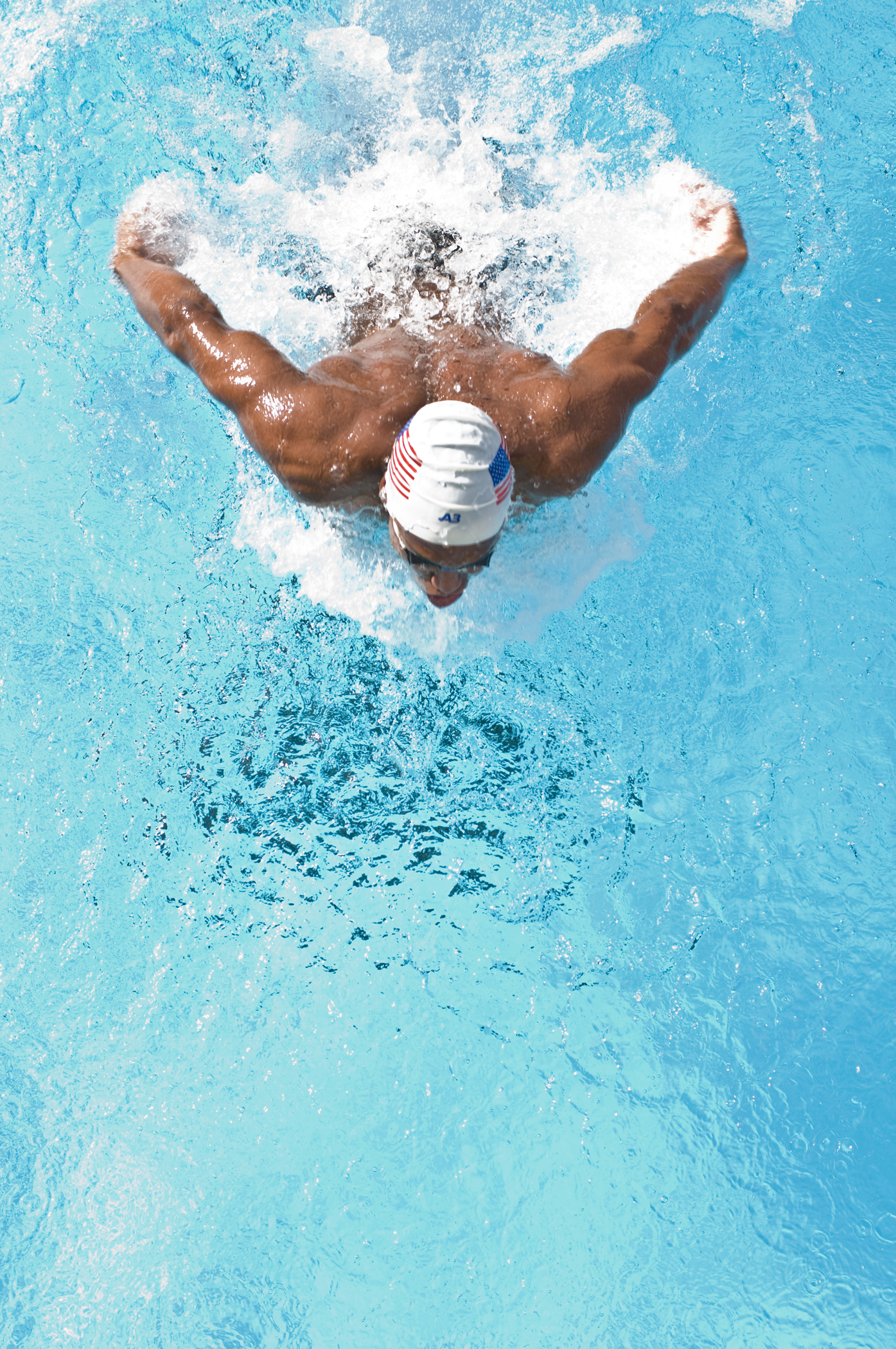
لقطة علوية لسباح يؤدي سباحة الفراشة.

سِبَاحَةُ الفَرَاشَةِ (بالإنجليزية: butterfly stroke) (معروفة بالعامية بين السباحين باسم 'يطير') وضع الجسم في هذا النوع يأخذ الوضع الأفقي كما في الزحف على البطن، ثم يتحول الوضع الأفقي للتموج لأعلى وأسفل بمجرد بدء أداء حركات الرجلين وثقل الحركة التموجية في الجزء العلوي من الجسم.

## السرعة والبيئة
إن السرعة تكون قمة في الفراشة فهي أسرع من الزحف الأمامي، ويرجع ذلك إلى السحب المتزامن / الدفع بالذراعين. رغم ذلك السرعة تنخفض بشكل ملحوظ خلال مرحلة الرجوع، فهي عموما أبطأ قليلا من الزحف الأمامي، وخاصة المسافات الطويلة.
أثبتت سباحة الفراشة بطريقة الضربات العمودية الدوليفنية سرعتها وتفوقها عن استخدام الرجلين الضفدعية الخاصة بسابحة الصدر وقد احتلت المركز الثاني من حيث السرعة بعد بسباحة الزحف على البطن

## التاريخ
ان معرفة الإنسان لمهارة السباحة تعزى لاسباب كثيرة منها الهروب من الحيوانات المفترسة أو الكوارث الطبيعية كالزلازل والبراكين، اولاغراض الصيد لادامة بقاءه على الحياة، ومن ثم للتسلية والترويح. لذلك يمكن ان نتستنتج بأن الإنسان قد عرف السباحة منذ آلاف السنين قد تمتد إلى سبعة آلاف سنة قبل الميلاد.
عائلة كافيل في (السباحة) الأسترالية (1881-1945)، كان ابن «أستاذ السباحة» فريدريك كافيل، بطل 220 ياردة للهواة في أستراليا يبلغ من العمر 16، ويرجع له الفضل كمؤسس لسباحة الفراشة الأسترالية. انه سار في درب الإخوان المشهورين إلى أمريكا وتولى تدريب السباحين البارزين في سان فرانسيسكو النادي الأولمبي.

## التقنيات
تقنية الفراشة مع ركلة الدلفين تتكون من حركة الذراع المتزامن مع ركلة الساق المتزامن.

### حركات الذراعين
هي المرحلة الأساسية وبالرغم من ان عمل الذراعين في سباحة الفراشة داخل الماء هي مرآة لعمل الذراعين في سباحة الزحف على البطن (كما اكدت المصادر)، الا ان ادائها بشكل متماثل (الاثنان معا) ادى إلى ايجاد فترة توقف تام عن العمل داخل الماء (لحظة خروجهما في الحركة الرجوعية).
سباحة الفراشة لديها ثلاثة أجزاء رئيسية، السحب، والدفع، والرجوع. هذه يمكن أيضا تقسيمها. من الموقف المبدئي، تبدأ حركة الذراع بشكل مشابه جدا لسباحة الصدر. في البداية الأيدي تغوص قليلا إلى أسفل مع حركة جريد النخيل إلى الخارج وانخفاض طفيف في عرض الكتفين، ثم اليدين تتحرك إلى شكل Y. وهذا ما يسمى اصطياد المياه. حركة السحب يتبع شكل نصف دائرة المرفق يرتفع من اليد واليد تشير نحو وسط الجسم وأسفله لتشكيل تقليديا «ثقب المفتاح».
و بالعودة إلى تطبيقات قوانين نيوتن للحركة في السباحة (قانون الاستمرارية حصرا) تم التأكيد على ان الجهد المبذول في المحافظة على الانتقال المستمر هو اقل من الجهد المبذول للبدء بالانتقال، بمعنى آخر ان العمل المستمر المتعاقب في سباحة الزحف على البطن يحقق افضلية في الانتقال المستمر للسباح، في حين ان التوقف الحاصل في عمل الذراعين معا في سباحة الفراشة يسبب تباطئ جزئي في الانتقال.
- الدخول إلي الماء تدخل الذراعين معاً في نقطة أمام الكتفين وللداخل قليلاً بالإبهامين أولا يتجه اليدان لأسفل شبه مفرودتين ثم للأمام وللخارج قليلاً تحت سطح الماء. المسك تكون هذه النقطة عندما تتحرك الذراعين للأمام وللخارج قليلاً تحت سطح الماء
- الشد والدفع يبدأ عند ثني المرفقين ويتجه الكفان للخلف ويتحرك الذراعين معا بقوة للخلف في حركة شبة دائرية خارج مستوى الجسم فيصل التقارب بين الكتفين على منطقة الوسط. التخلص يتم بجوار الفخذ عندما يصل المرفقين إلى كامل امتدادهما
- المرحلة الرجوعية يبدأ بعد خروج الذراعين بعد التخلص وتؤدي الحركة للأمام خارج الماء بطريقة دائرية.

### حركات الأرجل
التوافق تستخدم ضربتين للرجلين كل دورة ذراع وتكون الضربة الأولى للرجلين لأسفل عند بداية الشد بالذراعين حتى تصل إلى جانب الجسم وتنتهي الضربة الثانية عند خروج الرجلين من الماء. تأتي حركة الرجلين من الوسط حتى يمكن أداء الضربات العمودية المتماثلة. كما يشارك مفصلي الفخذ والركبتين في الحركة فمن الوضع الأفقي يدفع السباح الفخذين لأسفل مع ثني الركبتين نصفاً بزاوية 90 درجة لسحب الكعبين أسفل سطح الماء اتجاه المقعدة مع قدرة الأمشاط. نجد نشأت الفراشة بوصفها البديل عن سباحة الصدر، فلذلك يتعين القيام بها مع سباحة الصدر أو ضربة السوط من قبل بعض السباحين. في حين تم فصل سباحة الصدر من الفراشة في عام 1953، وركلة سباحة الصدر في الفراشة لم تكن محظورة رسميا حتى عام 2001. However a number of Masters swimmers were upset with the change since they came from a time when butterfly was usually swum with a breaststroke kick.<ref>
يمد السباح الركبتين بقوة لأداء الحركة الأساسية للخلف واساسا يكون ظهر القدمين للخلف تماماً وتدخل حركة الجسم في الاتجاه العكسي للأمام ولأعلى بصورة تموجية فترتفع المقعدة لأعلى وينخفض الوسط والصدر قليلاً لأسفل ثم تنتقل الحركة إلى الكتفين والرأس أقل وأعلى وأسفل حركة الجسم للأمام للمحافظة على استمرارية حركة الجسم للأمام، تدفع الرجلين على استقامتها إلى أعلى حتى يظهر الكعبان خارج الماء أو تحته بقليل مع انخفاض المقعدة لأسفل.

### التنفس
في أثناء الحركة الرجوعية للذراعين خارج الماء يأخذ الشهيق من الفم، مع أقل قدر ممكن من حركة الرأس لأعلى الزفير عند نهاية مرحلة الدفع

## تعليم سباحة الفراشة
يتبع عن التعلم الخطوات كما في السباحات الأخرى
ويجب على المعلم أن يراعى ما يلي
1. يجب التركيز على اكتساب المتعلم مهارة حركة الذراعين الرجوعية
2. يمكن استخدام ضربات الرجلين الضفدعية في بداية التعليم
3. الاهتمام بأن يكون الجسم في الوضع الأفقي كلما أمكن ذلك
4. يتم الأداء مع كتم النفس لمسافات قصيرة
5. اكتساب المتعلم الإحساس الحركي لضربات الرجلين والإحساس بالتمويجة

ويمكن استخدام التمرينات التالية
1. أداء ضربات الرجلين بمسك ماسورة الحمام ثم باستخدام أداء الطفو
2. أداء ضربات الرجلين بدون مساعدة والجسم مفرودة
3. أداء ضربات الذراعين بعد مشاهدة النموذج خارج وداخل الماء الضحل
4. أداء حركات الذراعين بالمشي في الماء الضحل
5. أداء حركات الذراعين نحو الحائط
6. أداء حركات الذراعين من الوقوف مع أداء حركة التنفس
7. أداء حركات السباحة ككل مع التنفس لتعليم التوافق